# Janar Talts
Janar Talts (Tallinn, 7 aprile 1983) è un ex cestista e dirigente sportivo estone.

## Carriera
Con l'Estonia ha disputato i Campionati europei del 2015.

## Palmarès
- Campionato tedesco: 1

Cologne 99ers: 2005-06
- Campionato estone: 3

Tartu Ülikooli: 2007-08, 2009-10, 2014-15
- Coppa di Germania: 2

Cologne 99ers: 2005, 2007
- Supercoppa tedesca: 1

Cologne 99ers: 2006
- I Liiga: 1

Tartu Kalev: 2021-22